# 浜松市文化振興財団
公益財団法人 浜松市文化振興財団（こうえきざいだんほうじん はままつしぶんかしんこうざいだん）は、浜松市が保有する文化施設の管理・運営、市からの受託による文化事業の実施、およびこれらに付随する事業を業とする公益財団法人。本部所在地は浜松市中央区板屋町111‐1 アクトシティ浜松内。

## 浜松市からの管理受託物件
- アクトシティ浜松（市有部）
- 浜松市楽器博物館
- 浜松市文化コミュニティセンター（クリエート浜松）、中部協働センター
- 浜松文芸館
- 浜松市天竜壬生ホール
- 浜松市市民音楽ホール（通称名：サーラ音楽ホール）
- 浜松市浜北文化センター、浜松市・市民ミュージアム浜北（指定管理者は「浜松市文化振興財団・なゆた浜北共同事業体」）
- 浜松市なゆた・浜北（同上）

### かつて浜松市から管理受託していた物件
- 木下惠介記念館（現在の指定管理者は「浜松創造都市協議会・東海ビル管理グループ」）
- 浜松科学館（現在の指定管理者は「乃村工藝社・SBSプロモーション共同事業体」）
- 浜松こども館（現在の指定管理者は遠鉄アシスト）

## 実施する文化事業

### 主催事業
- 浜松国際ピアノコンクール
- バンド維新
- 浜松吹奏楽大会(全日本高等学校選抜吹奏楽大会,全国中学生交流コンサート, 全日本中学生・高校生管打楽器ソロコンテスト(1997年-2012年))

ほか

### 後援事業
- PIARAピアノコンクール

ほか